# 연정 (1970년)
연정(본명: 김주연, 1970년 2월 4일 ~ )은 대한민국의 가수이다.

## 경력
- 그룹 '목화자매' 멤버

## 방송
- 2018년 우리말겨루기 740회
- 2019년 우리말겨루기 788회

우리말겨루기에 연승희와 함께 출연한 적이 있다.

## 음반
- 2021년 행운의 사나이
- 2021년 선물
- 2021년 거울아 거울아
- 2020년 이만큼 살아보니
- 2018년 웃기지 마라
- 2017년 너의 이름 사랑이다
- 2017년 오빠
- 2017년 아름다운 고백
- 2011년 꽃등
- 2007년 팡팡팡
- 2005년 이더라 / 둘만의 약속
- 2005년 내 가슴에 묻은 사람